# Vasco Rossi
Vasco Rossi (Zocca, 1952. február 7. –) olasz rockzenész, dalszövegíró, rádiós műsorvezető, Olaszország egyik legismertebb dalszerzője. Zenei stílusa: pop-rock. 1977 óta 34 albumot adott ki, amelyből 18 stúdióalbum, 11 élő és 5 válogatás, 2 EP és egy audiovizuális mű. 191 dalt írt azokon felül, amelyek szövegét és zenéjét mások számára írta. Közel negyvenmillió lemezt adott el, s az 1980-as évektől a legsikeresebb olasz művészek egyike. Beceneve „Blasco”, magát „provokátor”-nak nevezi. 2010 és 2019 között az eladott lemezpéldányszám alapján az első helyen végzett az olasz előadók között Luciano Ligabue és a Jovanotti előtt.

## Élete

### Gyermek- és fiatalkora (1952–1974)
Rossi a Modena megyei Zoccában született 1952-ben, édesapja teherautósofőr volt. Boldog családi környezetben nőtt fel.
1967-ben a családja a modenai, Szalézi rend által fenntartott San Giuseppe bentlakásos középiskolába íratta be, hogy érettségizni tudjon. Azonban lázadó lelkülete miatt, nem tudott alkalmazkodni a rend merev házirendjéhez és a tanárok szigorához. Kétszer is megszökött az intézetből és egy bolognai nagynénjének házába menekült. Második szökése után apja átíratta a Bolognában működő Istituto Tecnico Commerciale "Tanari" nevű szakközépiskolába, ahol könyvelői szakmával leérettségizett.
Bolognában akkoriban gyakoriak voltak a hallgatói tüntetések, amelyeken Vasco is részt vett. Támogatta az anarchizmust, annak ellenére, hogy aktívan a politikai eseményekben nem vett részt, mert a közélet számára közömbös volt. 1972-ben jelentkezett a Bolognai Egyetem DAMS (Művészeti, előadóművészi és zenei) képzésre, amit az apja nem támogatott, így az egyetem Kereskedelmi és Közgazdasági képzéséből diplomázott le.
Zenei ízlésére többek közt Lucio Battisti, Francesco Guccini, Francesco De Gregori olasz énekes-dalszövegírók hatottak elsősorban, emellett gyakran hallgatott angolszász rockot, ilyen kedvence volt a The Rolling Stones.

### Kezdeti lépései a zenei életben (1975–1981)

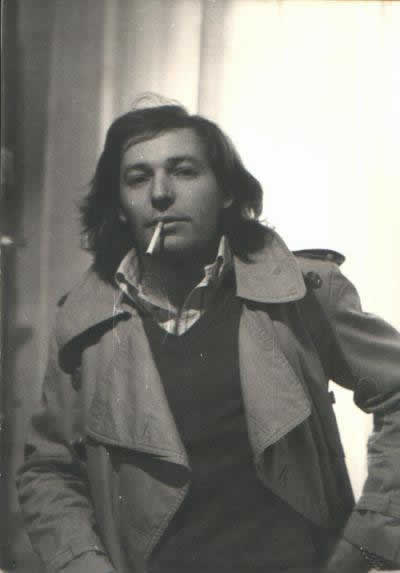
Műsorvezetö a Punto Radiónál 1975–1978 között

1975 fordulópontot hozott az életében: megalapította egyik barátjával Zoccában a Punto Radio nevü adót, amely Emilia-Romagna területén volt fogható szabad rádió, a rádiónál műsorvezető volt, aminek későbbi sikerét is köszönhette, hiszen showman lett belőle.
1977-ben Jenny é pazza és Silvia című dalaival regionális szinten ismertségre tett szert, majd 1979-ben megjelent Non siamo mica gli americani című albuma révén már nagyobb ismertséget ért el Albachiara dalával. 1980-ban ért el először országos ismertséget Colpa d'Alfredo című dalával a Rai 1-en futó Domenica In című vasárnapi műsorban.

### Első sikerei és letartóztatása (1982–1986)

#### Sanremói fesztiválon való szereplései
1982-ben részt vett a Sanremói Dalfesztiválon Vado al massimo című dalával. Előadása végén felmutatta középsőujját a közönségnek, ami miatt kifütyültek. Nem jutott be a döntőbe, ám a dal később az olasz slágerlista 23. helyéig menetelt. 1983-ban a Vita spericolata (Vakmerő élet) dallal szerepelt a fesztiválon, amellyel a 25. helyezést érte el, egyben utolsó előtti lett. A slágerlistán azonban a 6. helyezést érte el vele. Ebben az évben részt vett a Festivalbaron a Bollicinie című dallal, amit meg is nyert. A dal a kokain használatról szólt. Ebben az időszakban egyes leírások szerint Vasco gyógyszerfüggővé vált: napokig nem aludt és állandóan amfetamint és Lexotant szedett, ami miatt menedzsere lemondott néhány koncertet.
1983-ban közreműködött Gaetano Currerivel és Ricky Porterával, a Stadio együttes tagjaival az Acqua e sapone című dal elkészítésében, amely országos sikert hozott és az azonos című olasz film betétdala lett.

#### Átmeneti bukás, börtön

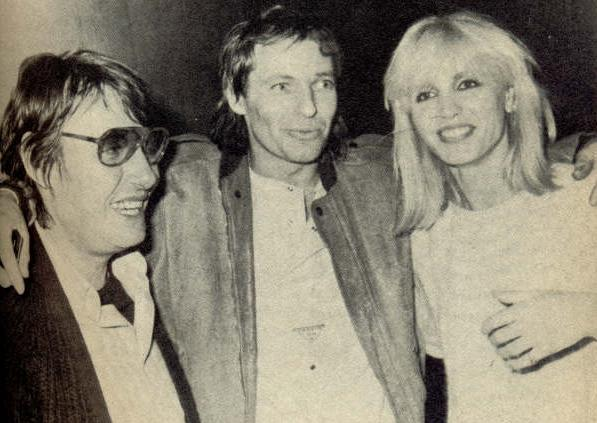
Rossit meglátogatja a börtönben Fabrizio De André és Dori Ghezzi 1984-ben

1984-ben Vasco kiadta első élő zenét tartalmazó válogatáslemezét a Va bene, va bene così (Jól van, jól van ez így) című lemezt, amely 33 héten át az olasz slágerlistán 8 hétig az első helyeken szerepelt. Április 20-án az énekest megállították Bologna közelében a csendőrök és letartóztatták, casalecchiói házukban házkutatást hajtottak végre, ahol zenekarának tagjai is laktak, és 26 gramm kokaint találtak a csendőrök. Vascót 22 napnyi börtönbüntetésre ítéltek, amiből 5 napot magánzárkában töltött. Az énekest kábítószer-birtoklás vádjával ítélték el, és egy pesarói börtönbe vitték, ahol sikerült leszoknia az amfetaminról.
Az olasz zenei világból a börtönbe rendszeresen csak Fabrizio De André és Dori Ghezzi énekesek mentek látogatóba. Május 12-én Vascót feltételes szabadlábra helyezték.

### Művészi újjászületés és újabb aranykor (1987–1994)
1987-ben kiadta C'è chi dice no (Van aki nemet mond) című stúdió lemezét, amely 38 hétig az olasz slágerlistán szerepelt, a lemezből egymillió darabot adtak el, és olyan sikere volt, hogy Adriano Celentano  meghívta a Rai egyik műsorába énekelni, ám az adás előtti napon Vasco lemondta a meghívást.
1988. július 1-én ismét őrizetbe vette a rendőrség, mert a BMW 750-es autójával az A14-es autópályán Riccione irányából Rimini felé túl gyorsan hajtott. A hatóságiak az autóban találtak egy gramm kokaint, gumibotot és gázpisztolyt. Az énekest azonban rövidesen szabadon engedték.
1989-ben kiadta a Liberi liberi című újabb stúdiólemezt, amely ismét hatalmas sikert hozott neki, s amit az EMI adott ki. Az év decemberében 2,8 millió líra pénzbüntetésre ítélték, az 1984-es kábítószer-birtoklása miatt.
1990-ben az énekes két teltházas koncertet adott: Július 10-én Milánóban, a Giuseppe Meazza Stadionban és július 14-én Rómában, a Flamino Stadionban. Összesen 90 ezer ember előtt énekelt. Milánói koncertjével ő volt a harmadik énekes Edoardo Bennato és Claudio Baglioni után, aki képes volt megtölteni a San Siro stadiont. A legendás 1990-es San Siró-i koncertjéről készült el a Vasco live 10.7.90 San Siro című koncertlemeze.
1992-ben ismét együtt dolgozott a Stadio együttessel, akiknek a slágerlistás Stupidi című dalt írta, amely a Stadio Puoi fidarti di me (Bízhatsz bennem) lemezén jelent meg.
1993-ban jelent meg Vasco Gli spari sopra című lemeze, ami később tízszeres platinalemez minősítést kapott a másfél millió eladott példány után, a lemez pedig felkerült az Olaszországban 10 legtöbbet eladott lemezek listájára. Az album legismertebb dala, a Vivere dalt Villa Condulmer és Massimo Riva írták. Hai ragione tu (Neked van igazad) című dalát a Eurythmics gitárosa Dave Stewart írta, a dalban levő gitárszólót Pino Daniele játszotta.
1994-ben megjelentette kislemezen a Senza parole (Szavak nélkül) című dalát, amely a FIAT egyik reklámdala lett.

### Művészi érettség (1995–2000)

#### A San Siro és a Canzoni per me lemeze
1995-ben ismét koncert adott a San Siróban levő Giuseppe Meazza Stadionban, ahol a Rock sotto l'assedio (Rock ostrom alatt) címen a délszláv háború ellen emelt szót, és elénekelte Francesco De Gregori énekes-dalszerző (számára ő volt a zenei hivatkozási pont) Generale című dalát rock stílusban.
1996-ban megjelent Nessun pericolo…per te című nagylemez, amiről a Gli angeli dalát Maurizio Lolli tüdőrákban elhunyt egyik barátjának szánta, a dalból készült videóklipnek Roman Polański volt a rendezője. Az albumon szereplő Sally dal vált népszerűvé, amit később Fiorella Mannoia énekesnő 1999-ben feldolgozott.
1997-ben az énekes Rock című válogatáslemezén régi dalai jelentek meg újrahangszerelve. Az azévi Sanremói Dalfesztiválon fellépő Patty Pravo énekesnő …E dimmi che non vuoi morire (…És mondd hogy nem akarsz meghalni) című versenydalának társszerzője, a dal elnyerte a Kritikusok Díját és nyolcadik helyezett lett a versenyen. Vasco az 1999-es fesztiválon is volt zenei társszerző, a Stadio együttes Lo Zaino (Hátizsák) dalának, amivel ötödikek lettek.

## Albumok
- Ma cosa vuoi che sia una canzone (1978)
- Non siamo mica gli americani (1979)
- Copla d'Alfredo (1980)
- Siamo solo noi (1981)
- Vado al Massimo (1982)
- Bollicine (1983)
- Va bene, va bene così (1984)
- Cose succede in città (1985)
- C'è chi dice no (1987)
- Liberi liberi (1989)
- Fronte del palco (1990)
- 10.7.90 San Siro (1990)
- Gli spari sopra (1992)
- Nessun pericolo… per te (1996)
- Rock (1997)
- Canzoni per me (1998)
- Rewind (1999)
- La fine del millenio (1999)
- Stupido hotel (2001)
- Vasco Rossi Tracks (2001)
- Buoni o cattivi (2004)
- Buoni o cattivi live anthology 04.05 (2005)
- Il mondo che vorrei (2008)
- Tracks 2 inediti & rarità (2009)
- Vasco London Instant Live 04.05.2010 (2010)

## Koncertjei és turnéi
- 1976 – Tour 1976
- 1977 – Tour 1977
- 1978 – Tour 1978
- 1979 – Tour 1979
- 1980 – Colpa d'Alfredo Tour
- 1981 – Siamo solo noi Tour
- 1982 – Vado al massimo Tour
- 1983 – Bollicine Tour
- 1984 – Va bene, va bene così Tour
- 1985 – Cosa succede in città Tour
- 1987 – C'è chi dice no Tour
- 1989 – Liberi liberi Tour
- 1990 – 1991 Fronte del palco Tour
- 1993 – Gli spari sopra Tour
- 1995 – Rock sotto l'assedio
- 1996 – Nessun Pericolo Per Te Tour
- 1997 – World Wide Tour
- 1998 – Autodromo Enzo e Dino Ferrari di Imola – 1ª edizione Heineken Jammin' Festival
- 1999 – Rewind Tour
- 2001 – Stupido Hotel Tour
- 2003 – Vasco@San Siro '03
- 2004 – 2005 – Buoni o cattivi Tour
- 2007 – Vasco Live 2007
- 2008 – Vasco.08 Live in concert
- 2009 – 2010 – Tour Europe indoor
- 2011 – Vasco Live Kom '011
- 2012 – Vasco Rossi Deejay Project
- 2013 – Vasco Live Kom '013
- 2014 – Vasco Live Kom '014
- 2015 – Vasco Live Kom '015
- 2016 – Vasco Live Kom '016
- 2017 – Modena Park 2017

## Díjak és elismerések
- 1983: Discoinverno 1983
- 1983: A Festivalbar győztese a Bollicine című dallal (1983)
- Aranylemez a Bollicine című nagylemezért
- 1984: a Vota la voce 1984 műsor legjobb énekese
- 1990: a Tv e Sorrisi műsorújság Varázslatos Hetes személyiségei közé került közönségszavazás során (1990)
- 1991: Telegatto-díj a legjobb turnéért (1991)
- 1993: Telegatto-díj az év lemeze (Gli spari sopra) és a legjobb turnéért (1993)
- Gli spari sopra lemeze tízszeres platinalemez minősítést kapott
- 1995: Telegatto-díj az év művésze és az év koncertlemezéért (Rock sotto l'assedio)
- 1998: Festivalbar győztese az Io..no dallal
- Canzoni per me lemeze nyolcszoros platinalemez
- 1998: Tenco Lemez-díj az év legjobb lemezéért (Canzoni per me)
- 1999: PIM (Olasz Zenei Díjátadó) Kritikusok-díja
- 1999: Lunezia-díj a Rock költője kategóriában a Canzoni per me lemezéért.
- Canzoni per me című lemeze tízszeres platinalemez minősítést kapott.
- Rewind  című lemeze ötszörös platinalemez minősítést kapott.
- 2001: Festivalbar győztese a Ti prendo e ti porto via című dalával.